# Иван Шопов (писател)
Вижте пояснителната страница за други личности с името Иван Шопов.
Иван Шопов (на македонска литературна норма: Иван Шопов) е северномакедонски писател.

## Биография и творчество
Роден е на 25 юли 1987 година в Скопие, тогава в Социалистическа федеративна република Югославия. Завършва „Общо и сравнително литературознание“ във факултета „Блаже Конески“ на Скопския университет. В 2010 година издава сбирката с разкази „Азбука и залутани записи“, за която печели наградата „Новите!“ за най-добър дебют в прозата. В 2012 година издава сбирката с бели стихове „Меше на годината“. Следват сбирката разкази „091 – антиизгледи от Скопие“ (2018), сбирката сатирични текстове „Хрониките на Арслан Новинарски“ (2018) и мини-книгата „Осем повествователни разходки с Фико, или какво научих за писането от Застава-750“ (2019) и други. Пише поезия и хайку. Разказите и поезията му са преведени на английски, румънски, чешки, сръбски, хърватски, немски, словенски и са адаптирани на български книжовен език. Работи като дългогодишен редактор в издателство „Темплум“. В 2020 година на български книжовен език излиза сборникът му с кратки прози „Залутани записки“.
Женен е за северномакедонската писателка Николина Андова-Шопова. Живее със семейството си в Скопие.
През 2023 г. става лауреат на Международния литературен конкурс „Алеко“ за кратък хумористичен разказ – за разказа си „Географски открития“.

## Произведения
- „Азбука и залутани записи“, разкази, 2010 година;
- „Меше на годината“, проза, 2012 година;
- „091 – антиизгледи от Скопие“ („091 – антиразгледници од Скопје“), разкази, 2018 година;
- „Хрониките на Арслан Новинарски“, сатирични текстове, 2018 година;
- „Осем повествователни разходки с Фико, или какво научих за писането от Застава-750“ („Осум наративни прошетки со фиќо или што научив за пишувањето од Застава 750“), 2019 година;
- „Скопие: изгубените обувки на града“ („Скопје: изгубените чевли на градот“), разкази, 2020 година.[1]